# Шерет
Шерет — посёлок в Ики-Бурульском районе Калмыкии, в составе Ики-Бурульского сельского муниципального образования.

## География
Посёлок расположен по правой стороне балки Гашун-Сала (левый приток реки Шаред) в юго-восточной части Ергеней, в 23 км к юго-востоку от посёлка Ики-Бурул.

## История
Дата основания не установлена. Посёлок впервые обозначен на топографической карте 1984 года. В этой связи можно предположить, что он был основан не ранее 1960-х годов.

## Население
| 2002 | 2010 | 2012 |
| ---- | ---- | ---- |
| 178  | ↗216 | ↗222 |

Национальный состав
Согласно результатам переписи 2002 года большинство населения посёлка составляли даргинцы (60 %) и калмыки (34 %)